# Karl Menadier
Karl Menadier (* 10. Februar 1889 in Berlin; † 9. Dezember 1914 in Insterburg) war ein deutscher Numismatiker.

## Leben
Karl Menadier war der Sohn des Numismatikers und Direktors des Berliner Münzkabinetts Julius Menadier und der Ida Menadier, geb. Freiin von Düring (1858–1934). Er studierte nach dem Besuch des Gymnasiums in Berlin-Lichterfelde in Grenoble, Tübingen und Berlin Geschichte und Klassische Philologie. Während seines Studiums ordnete und katalogisierte er die antiken Münzen des Münzkabinetts der Stadt Mainz. Er wurde am 14. Oktober 1913 mit der von Kurt Regling angeregten Arbeit Die Münzen und das Münzwesen bei den Scriptores Historiae Augustae bei Otto Hirschfeld und Eduard Meyer promoviert. Darin gelangte er zu wichtigen Ergebnissen für die Historia Augusta: Er konnte nachweisen, „daß von den Münznotizen der Kaiserbiographie keine einzige auf tatsächlichen historischen Untergrund zurückzuführen ist“.
Für Karl Menadier war eine Tätigkeit am Griechischen Münzwerk vorgesehen. Für 1914/15 war ihm das Reisestipendium des Deutschen Archäologischen Instituts verliehen worden, das er auf Grund des Beginns des Ersten Weltkriegs nicht mehr antreten konnte. Er war als Offizier in Ostpreußen eingesetzt, wurde mit dem Eisernen Kreuz ausgezeichnet und starb schon im Dezember 1914 im Lazarett in Insterburg an Typhus.

## Veröffentlichungen
- Die Münzen und das Münzwesen bei den Scriptores Historiae Augustae. s. n., Berlin 1913, (Auch in: Zeitschrift für Numismatik. Bd. 31, 1914, S. 1–144; Digitalisat).